# Canthon heyrovskyi
Canthon heyrovskyi är en skalbaggsart som beskrevs av Vladimir Balthasar 1939. Canthon heyrovskyi ingår i släktet Canthon och familjen bladhorningar. Inga underarter finns listade.